# Pastel de nabo
El pastel de nabo es un dim sum cantonés hecho de rábano rallado (típicamente rábano chino o daikon) y harina de arroz. A pesar del nombre, el nabo no es uno de sus ingredientes, y por eso a veces se le aplica el nombre, menos frecuente pero más exacto, de pastel de daikon o pastel de rábano. Durante el yum cha, el pastel de nabo suele cortarse en trozos cuadrados y a veces se fríe antes de servirse. Cada pastel frito tiene una fina capa crujiente exterior, quedando blando por dentro. La versión sin freír es blanda también por fuera. Es uno de los platos estándar presentes en la cocina dim sum de Hong Kong y los restaurantes de los barrios chinos extranjeros. También es común en las fiestas del Año Nuevo chino.

## Preparación
Para preparar un pastel de nabo, primero se ralla el rábano chino (parecido al daikon). Este rábano, ya sea de la variedad blanca y verde o de la completamente blanca, es uno de los ingredientes claves, suponiendo una gran parte del pastel. Los otros ingredientes cruciales son el agua y la harina de arroz. A veces se añade maicena para ayudar a aglutinar el pastel, especialmente cuando se añade gran número de ingredientes extra. Los ingredientes se remueven juntos hasta que se combinan.
También pueden añadirse ingredientes que proporcionen un sabor a umami, incluyendo trozos picados de:
- Gamba seca rehidratada;
- Shiitake seca rehidratada;
- Salchicha china;
- Jamón de Jinhua;
- Zanahoria rallada.

Estos ingredientes puede saltearse antes de añadirse a la mezcla de rábano y harina/maicena. Las versiones más caras de la receta añaden grandes cantidades de estos ingredientes a la masa, mientras las baratas, especialmente las servidas en restaurantes dim sum, suelen tener solo una pequeña cantidad espolvoreada encima.
La mezcla resultante se vierte en una vaporera forrada con papel de aluminio o celofán engrasado, y se cuece al vapor a alta temperatura durante 40 a 60 minutos hasta que se solidifica en una masa gelatinosa.

## Usos
Aunque el pastel de nabo al vapor puede consumirse directamente con salsa de soja, suelen volver a cocinarse para añadirle condimentos. Por ejemplo, puede cortarse en trozos cuadrado cuando está frío y freírse entonces hasta que ambos lados se doren, sirviéndose con salsa chile o salsa de ostra al lado, como condimentos.
El pastel de nabo también puede freírse para añadirse al plato llamado chai tow kway.